# Phytocoris arundinicola
Phytocoris arundinicola är en insektsart som beskrevs av Knight 1941. Phytocoris arundinicola ingår i släktet Phytocoris och familjen ängsskinnbaggar. Inga underarter finns listade i Catalogue of Life.